# Château de Corduriès
Le château de Corduriès est un château situé à Castelnau-de-Montmiral, dans le Tarn, en région Occitanie (France). Bâti au XVIe siècle, c'est une belle demeure bourgeoise présentant une massive tour carrée rappelant un donjon.

## Historique
Le château de Corduriès est élevé au XVIe siècle, semble-t-il par une famille de petite noblesse de Castelnau-de-Montmiral, ou du moins par une famille bourgeoise de la région. L'édifice est ensuite largement remanié au cours du siècle suivant, au XVIIe siècle.[réf. souhaitée]
En 1985, le photographe français Pierre de Fenoÿl rachète la bâtisse et s'y installe. Il mourra deux ans plus tard à Castelnau-de-Montmiral, d'une crise cardiaque, peut-être en son nouveau château de Corduriès.

## Architecture

### Le château
Le château de Corduriès en lui-même se présente comme un grand corps de logis sur trois étages, orienté au Sud, et flanqué d'une massive tour carré au centre de sa façade principale (façade Sud). Cette tour, s'organisant sur quatre étages, contient un grand escalier, et rappelle les donjons du Moyen Âge, lorsque les châteaux avaient une fonction défensive, et non pas d'apparat comme à l'époque de la construction de cet édifice. Cette idée est par ailleurs renforcé par la présence de faux-créneaux ornant le haut de cette tour. Ceux-ci camouflent la toiture, et n'ont donc pas d'autre utilité qu'une fonction décorative, ne servant même pas de balustrade à une hypothétique terrasse. 
Témoigne aussi de l'époque de construction la présence d'innombrables et typiques fenêtres à meneaux. Une des portes d'entrée du château, de style maniériste, présente un bel ensemble décoratif : surmonté d'un fronton curviligne, elle possède aussi un ensemble de pilastres d'ordre ionique. La bâtisse est faite d'un magnifique appareil homogène de pierre, avec un chaînage pour les angles.

### Le domaine
Le château possède de nombreuses dépendances, lui étant directement rattaché, comme une longue aile à l'Ouest, plus basse que le corps de logis. De plus, à partir de l'extrémité Ouest de cette première aile s'articule deux autres, qui viennent en retour fermer une cour intérieure, cour qui ne s'ouvre donc qu'à l'Est, sur les jardins. On accède au château par un passage entre les deux bâtiments fermant la cour au Sud. Ceux-ci sont précédés d'une seconde cour, au milieu de laquelle trône un magnifique arbre.
A l'Est du château, un petit jardin présente des massifs de buis, ainsi qu'une petite construction carrée non identifiable, mais étant possiblement un pigeonnier. On parvient à la demeure par une longue allée bordée de quelques cyprès.